# O Adolescente
O Adolescente  ou Uma Juventude Crua (Em russo org.: Подросток) é um romance de Fiódor Dostoievski, primeiramente publicado em 1875 e que rendeu-lhe críticas negativas como a de "um romance ruim", simples, porém feita por Ronald Higley, um estudioso admirador de Dostoievski que teve como uma de suas obras Vida e Obra de Dostoievski.

## Enredo
O romance narra a vida de um jovem intelectual de dezenove anos, Arkady Dolgoruky, filho bastardo de um depravado proprietário de terras chamado Versilov. Um dos focos do romance está na relação problemática entre pai e filho; particularmente em ideologia, que representa as batalhas entre o velho modo convencional de pensar dos anos 1840 e do novo ponto de vista niilista da juventude dos anos 1860 da Rússia.
Um outro foco é o do desenvolvimento e do uso da "ideia" na vida de Arkady, principalmente com uma forma de rebelião contra a sociedade (e contra seu pai) através do abandono da universidade, e do êxito em ganhar dinheiro tornando-se independente, ate quando o objectivo de sua vida passa a ser se tornar excessivamente rico e poderoso.

## Personagens
- Arkady Makarovich Dolgoruky

É o protagonista da história. Toma o nome de seu velho pai adotivo, mesmo sendo ele um filho bastardo de um proprietário de terras chamado Versilov. O Sonho de Arkady é em se tornar num "Rothschild" (tornar-se fabulosamente rico como James Rothschild). Em sua busca por riqueza, Arkady, une-se a conspiradores socialistas e a uma jovem viúva, cujo futuro de alguma forma depende de um documento que Arkady pregou em sua jaqueta.
- Mikar Ivanovich Dolgoruky

É um envelhecido camponês, considerado legalmente o pai de Arkady e um respeitado nómada.
- Andrei Versilov

É o pai biológico de Arkady, um velho pervertido, proprietário de terras. Giram em torno deste alguns escândalos, incluindo  uma historia com uma garota mentalmente instável e rumores que o acusam de ser católico.
- Katerina Akhmakov

É uma jovem viúva, romanticamente ligada a Versilov e Arkady. Uma carta pregada na jaqueta de Arkady pode trazer terríveis consequências para seu futuro.
- Monsieur Touchard

Foi um velho professor de Arkady cuja visão a respeito de Arkady ficou profundamente marcada em função de sua natureza rígida e de sua conduta desrespeitosa.

## Edições
- Dostoiévski, Fiódor. Um Adolescente. Porto : Progredior, 1943.
- Dostoiévski, Fiódor. O Adolescente. Lisboa : Estúdios Cor. 1967.
- Dostoiévski, Fiódor. O Adolescente. Rio de Janeiro : José Olympio. 1960.
- Dostoiévski, Fiódor. O Adolescente: romance em três partes. Lisboa : Presença, 2003.
- Dostoiévski, Fiódor. O Adolescente. São Paulo : Editora 34, 2015